# Serguéi Denísov
Serguéi Prokofievich Denísov (en ruso: Серге́й Проко́фьевич Дени́сов; Rossosh, Imperio ruso, 12 de diciembrejul./ 25 de diciembre de 1909greg. - Moscú, Unión Soviética, 6 de junio de 1971) fue un piloto de combate soviético que luchó durante la guerra civil española, posteriormente ocupó varios altos mandos durante la batalla de Jaljin Gol, la guerra de Invierno y la Segunda Guerra Mundial, además de recibir el título de Héroe de la Unión Soviética dos veces.

## Biografía

### Infancia y juventud
Serguéi Denísov nació en 1909 en el seno de una familia de campesinos ucranianos, en la pequeña localidad rural de Rossosh, en la Gobernación de Vorónezh en lo que entonces era parte del Imperio ruso (actualmente en el óblast de Vorónezh en Rusia). Después de completar su cuarto grado en la escuela local en 1921, asistió a la escuela de oficios y en 1926 completó su tercer grado en la escuela de oficios, después trabajó como mecánico hasta que se unió al Ejército Rojo en 1929.
Después de ingresar en el ejército en octubre de 1929, fue asignado a una base aérea en Gómel hasta que fue transferido al 83.º Escuadrón de Entrenamiento en Smolensk, que pronto se convirtió en una escuela de vuelo. Allí estudió con el futuro dos veces Héroe de la Unión Soviética Stepán Suprún, antes de graduarse en julio de 1931. En 1930, se afilió al Partido Comunista. Luego pasó solo unos meses en el 9.º Escuadrón de Aviación antes de cambiarse al 33.º Escuadrón de Aviación, donde ascendió de rango hasta convertirse en comandante de vuelo; allí voló en los aviones I-4 y el I-5, pero cuando fue nombrado comandante del 41.º Escuadrón en mayo de 1934 cambió al más moderno I-16.

### Guerra civil española
Poco después del estallido de la guerra civil española, Denisov se ofreció como voluntario para ir a España como parte del grupo de voluntarios soviéticos que ayudaban a las Fuerzas Aéreas de la República Española. Estuvo desplegado en España desde noviembre de 1936 hasta abril de 1937, durante este periodo voló en el caza I-16 y obtuvo múltiples victorias aéreas; su recuento exacto de victorias aéreas es de alrededor de 2 o 3 victorias en solitario y 3 o 4 victorias compartidas.
Por sus acciones en el conflicto se le otorgó el título de Héroe de la Unión Soviética el 4 de julio de 1937, aunque su participación en la guerra no fue reconocida públicamente ya que la participación soviética en la guerra se mantuvo en secreto.

### Batalla de Jaljin Gol
A su regreso a la Unión Soviética, fue nombrado comandante de la 142.º Brigada de Aviación de Cazas, en la que permaneció hasta abril de 1939. A continuación, comenzó a asistir a cursos de perfeccionamiento de mando en la Academia Militar del Estado Mayor de las Fuerzas Armadas de la URSS. Luego se le encomendó estudiar y corregir las razones del desempeño insatisfactorio del 57.º Cuerpo Independiente en las batallas contra los japoneses. A finales de mayo llegó a Mongolia, donde estuvo destinado en el cuartel general del 1.er Ejército. Cuando regresó de Mongolia, habló con Mijaíl Kaganovich, Nikolái Polikárpov, Aleksandr Yákovlev y Stalin sobre el diseño de nuevos modelos de cazas soviéticos.

### Guerra de Invierno

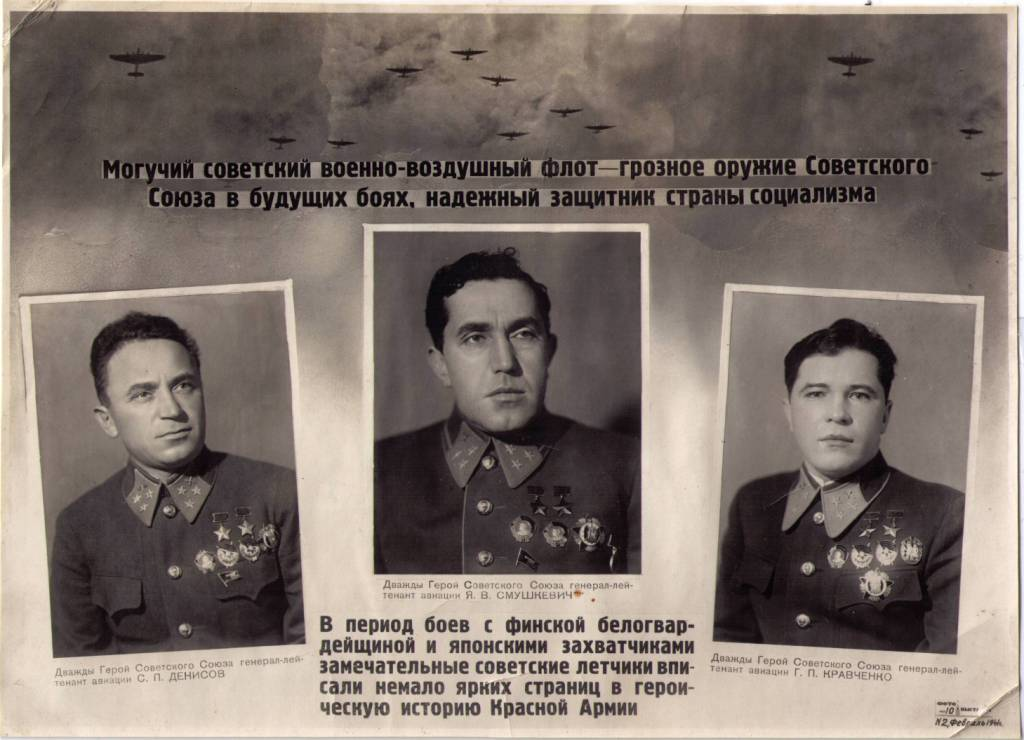
Tarjeta postal soviética de principios de 1940 con los generales Serguéi Denísov, Yákov Smushkévich y Grigori Krávchenko.

Menos de un año después de regresar de Mongolia, Denísov comenzó su papel en la Guerra de Invierno como comandante del 7.º Ejército Aéreo, que logró romper la Línea Mannerheim. El 21 de marzo de 1940 se le concedió su segundo título de Héroe de la Unión Soviética por su actuación durante la guerra. Ese mismo año fue ascendido a teniente general de Aviación.

### Segunda Guerra Mundial
En abril de 1940, poco antes del inicio de la invasión alemana de la Unión Soviética, fue nombrado comandante de la Fuerza Aérea del Distrito Militar Transcaucásico, pero fue degradado solo dos días antes del inicio de la invasión oficialmente debido a los problemas de alcoholismo que sufría. Muchos de sus colegas que habían combatido en España, Jaljin Gol y Finlandia, incluidos los aviadores Pável Rychagov, Yákov Smushkévich e Iván Proskurov, fueron arrestados acusados de falso cargos de traición; Denísov sobrevivió a las purgas.
En agosto, apenas unos pocos meses después del comienzo de la guerra, fue nombrado director de la Escuela de Aviación Militar de Kacha, que debido al avance alemana había sido evacuada a Sarátov. En 1942, las autoridades de aviación inspeccionaron la escuela, observaron problemas importantes, por lo que el informe final fue muy crítico con su comandante, Denísov, por no resolver los problemas, sin embargo continuó sin hacerse cargo de la situación y solventar los problemas detectados y continuó abusando del alcohol; por lo que el, 4 de noviembre de 1942, fue despedido de la escuela.
En febrero de 1943 fue nombrado comandante de la 283.ª División de Aviación de Cazas, que participó en las batallas de Kursk, Chernigov, Pripiyat y Gomel antes de ser destituido de su cargo en diciembre por no mantener la disciplina en su unidad. Después de otra degradación, finalmente fue destinado a la 4.ª División de Entrenamiento Táctico como subjefe, puesto en el que permaneció hasta octubre de 1946. En septiembre de 1947, se graduó en la Academia Militar del Estado Mayor de las Fuerzas Armadas de la URSS, aunque poco después, en noviembre, ingresó en la reserva.

### Posguerra
Después de dejar el ejército, comenzó a trabajar como jefe de una estación de vuelo de prueba en una fábrica de aviones en 1948, y en 1951 dirigió la estación de prueba en la fábrica de helicópteros Mil de Moscú. Aprendió a pilotar el Mi-1 antes de dejar la institución en 1953. A partir de 1955 dirigió una sucursal de una escuela de formación de ingenieros en Moscú. La escuela se convirtió en una institución independiente en 1957, pero la dejó en diciembre de 1958. En julio de 1964 comenzó a trabajar en la cámara de comercio de toda la Unión, donde administró un laboratorio.
Serguéi Denisov murió el 6 de junio de 1971 en Moscú y fue enterrado en el cementerio Novodévichi de la capital moscovita.

## Condecoraciones

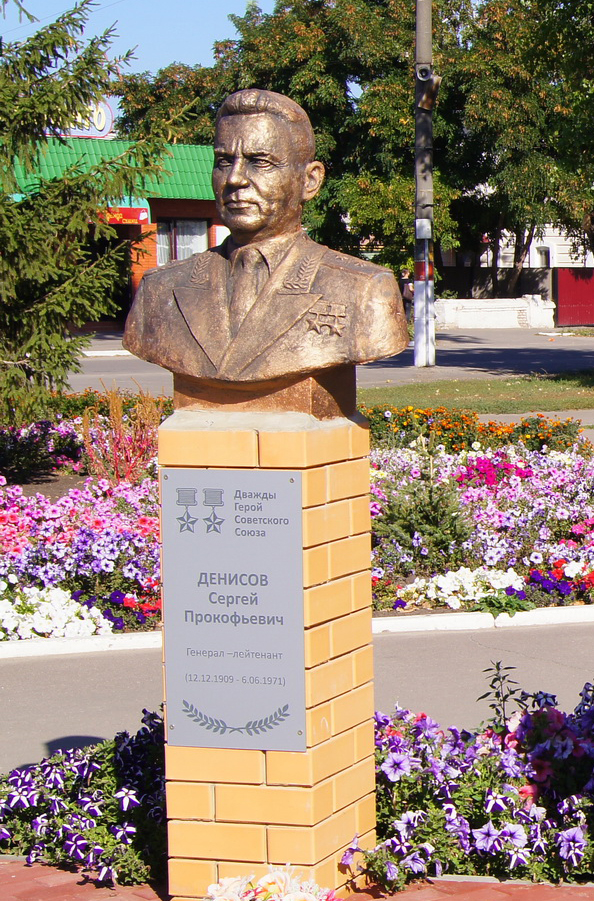
Busto de Serguéi Denísov en la aldea de Oljovatka en el óblast de Vorónezh (Rusia)

A lo largo de su carrera militar Serguéi Denísov recibió las siguientes condecoraciones:
|  | Héroe de la Unión Soviética, dos veces (4 de julio de 1937 y 21 de marzo de 1940)               |
|  | Orden de Lenin (4 de julio de 1937)                                                             |
|  | Orden de la Bandera Roja, dos veces (3 de enero de 1937 y 29 de agosto de 1939)                 |
|  | Orden de Alejandro Nevski (25 de julio de 1943)                                                 |
|  | Orden de la Bandera Roja (Mongolia; 10 de agosto de 1939)                                       |
|  | Medalla por la Defensa de Stalingrado (1944)                                                    |
|  | Medalla por la Victoria sobre Alemania en la Gran Guerra Patria 1941-1945 (1945)                |
|  | Medalla Conmemorativa del 20.º Aniversario de la Victoria en la Gran Guerra Patria de 1941-1945 |
|  | Medalla del 20.º Aniversario del Ejército Rojo de Obreros y Campesinos                          |
|  | Medalla del 50.º Aniversario de las Fuerzas Armadas de la URSS                                  |